# Rugulina monterosatoi
Rugulina monterosatoi là một loài ốc biển, là động vật thân mềm chân bụng sống ở biển thuộc họ Pendromidae.